# 刘萍 (维权活动家)
刘萍（1964年12月2日—），女，中国江西省新余市人，中国著名维权人士，“草根”活动家代表人物，新公民运动参与者。就职于江西新余钢铁集团有限公司设备材料部，2009年12月下岗退养，一直为带薪休假和享受加班工资而维权。2010年11月参与营救因刘晓波获诺贝尔和平奖被绑架到新余的纪录片导演华泽 。2011年参选人大代表引发广泛关注。2011年曾组织网友强闯山东东师古村探望陈光诚，并在乌坎事件中赴乌坎支持村民维权。2013年4月在新余市组织举牌要求官员财产公示，并因此被捕。2014年6月18日被判处有期徒刑六年六个月。

## 2011年独立竞选人大代表事件
2011年5月，新余钢铁厂区人大代表选举，刘萍觉得作为一个普通工人维权太难，产生了竞选人大代表的想法，并得到很多市民和同事的支持。自4月开始在公共汽车、街道便民服务中心、超市等场所公开演讲从事竞选活动。5月12日，刘萍被警方警告并带走。5月13日下午，新余官方召开紧急维稳会议，协调对策。
2011年5月14日，江西省新余钢铁集团有限公司选举工作指导组办公室主任杨剑云表示，刘萍未被列为候选人，是因为联名推荐她的人数不够选举法的要求。但刘萍表示正式联名推荐人数有15人超过法定十人以上的规定，这15人都被警方约谈。杨剑云并透露，2010年7月至10月，刘萍先后3次进京上访，被北京市公安局西城分局训诫三次；并因此在10月被新余市袁河公安分局拘留10日。
刘萍获得了众多网民的支持。比如知名草根博主李悔之亲赴新余采访刘萍并发布视频。著名学者于建嵘在新浪微博高调表示支持刘萍依照宪法和法律规定行使选举权和被选举权，并在家等待新余警方跨省约谈。
在新余市同时试图参选的独立候选人还有魏忠平。
新余独立候选人事件引发了2011年中国各地独立候选人参选人大代表的风潮，比如李承鹏等。

## 2013年财产公示活动
在独立候选人事件之后，刘萍参与并组织许多公民活动，也时常受到官方骚扰。
2013年中国各地出现公民走上街头举牌要求官员财产公示的活动。4月21日刘萍、魏忠平、李思华等组织十余人在新余市举牌声援被拘捕的丁家喜等公民并要求官员财产公示。4月27日晚被国保从家中带走，魏忠平与李思华也随后相继被拘捕。5月7日，新余市公安局向刘萍家人发出涉嫌“煽动颠覆国家政权罪”的刑事拘留通知书。刘萍的罪名后被改为“非法集会”、“聚众扰乱公共场所秩序”及“利用邪教组织破坏法律实施”。包括张雪忠、郑建伟、庞琨在内的六位律师主动为刘萍三人提供辩护服务。
2013年10月中旬举行庭前会议，六名代理律师在会后发布声明，认为三名被告人遭超期羁押，法官严重侵犯了被告人的合法权利，同时控告三名合议庭成员严重侵犯被告人合法权利和渎职行为。2013年10月28日，刘萍等三人案件开庭。开庭前多位证人及声援者遭当局控制。刘萍女儿的微博帐号也数次被封。最终刘萍的代理律师为杨学林与斯伟江。
2014年6月18日，新余市渝水区法院以"寻衅滋事"，"利用邪教组织破坏法律实施"以及"扰乱公共秩序"三项罪名判处刘萍有期徒刑六年零六个月。其中"寻衅滋事"罪名取代了检方原先的"非法集会"罪名。与刘萍同案宣判的魏忠平以同样罪名被判处有期徒刑六年零六个月，李思华以寻衅滋事罪被判处有期徒刑三年。案件审判长为袁失复，审判员为肖落根与刘素梅。
值得注意的是，虽然刘萍案是2013－2014年中国新公民运动系列案件最先开庭的案件，但此案的宣判却是在许志永，丁家喜等案件宣判之后。
2019年10月27日，刘萍刑滿釋放。

## 评价
与刘萍相识十多年的刘喜珍说，刘萍为下岗工人争取权益付出了努力，她希望出庭为刘萍作证：
“我就是出庭为刘萍说话，因为刘萍为我们新钢公司下岗的员工，争取了权益。因为新钢强迫员工内退，一个月只能拿三四百块钱，连吃饭都不够，刘萍带领两千多人去维权，为下岗工人争取到利益，把工作提高到八百元。”